# سولومون بندي
سولومون بندي (بالإنجليزية: Solomon Bundy)‏ هو محامي وقاضي وسياسي أمريكي، ولد في 22 مايو 1823 في أوكسفورد في الولايات المتحدة، وتوفي بنفس المكان في 13 يناير 1889. حزبياً، نشط في الحزب الجمهوري. وقد انتخب عضو مجلس النواب الأمريكي.